# Спасо-Каменен манастир
Спасо-Каменният манастир (на руски: Спасо-Каменный монастырь) е православен манастир край село Устие във Вологодска област на Русия.
Заема Каменния остров в Кубенското езеро на 47 km северозападно от град Вологда. Основан през 1260 година от белозерския княз Глеб Василкович, манастирът е един от най-старите в Руския север. През 1774 година манастирът е напълно унищожен от пожар и е възстановен едва през 1801 година. През 1925 година комунистите закриват манастира и взривяват църквата му. От 1991 година се полагат усилия за възстановяването му, като манастирът е отново открит през 2006 година.